# Kathy Mattea
Kathy Mattea eller Kathleen Alice Mattea (født 21. juni 1959 i South Charleston, West Virginia) er en amerikansk sanger og guitarist indenfor country/bluegrass-genren. Hun tilfører ofte keltiske toner til sin musik.